# Sagaris laevigata
Sagaris laevigata là một loài ruồi trong họ Tachinidae.